# Przecinkowce
Przecinkowce (łac. Vibrio) – rodzaj bakterii Gram-ujemnych z rodziny Vibrionaceae. Są względnie beztlenowe, mają wygięty kształt (stąd ich nazwa). Niektóre gatunki są chorobotwórcze dla zwierząt (głównie dla ludzi i ryb), np. przecinkowiec cholery (Vibrio cholerae). Są ruchliwe, przeważnie mają jedną wić.
Niektóre z nich są wodnymi saprobiontami (zarówno słodkowodnymi jak i słonowodnymi). Inne są komensalami przewodów pokarmowych zwierząt (w tym człowieka). Przedstawiciele tego rodzaju bywają dominantami w niektórych plastisferach.